# Morelia
Morelia ist die Hauptstadt des mexikanischen Bundesstaates Michoacán sowie des Municipio Morelia. Sie hat 597.511 Einwohner (Stand 2010).
Aufgrund der gut erhaltenen Gebäude aus der Kolonialzeit ist sie eine der meistbesuchten Städte Mexikos. Seit 1991 gehört die Altstadt zum UNESCO-Weltkulturerbe.

## Geografie
Morelia liegt 1921 m hoch, etwa 220 km westlich von Mexiko-Stadt.
|                       | Jan  | Feb  | Mär  | Apr  | Mai  | Jun   | Jul   | Aug   | Sep   | Okt  | Nov  | Dez  |   |       |
| Mittl. Tagesmax. (°C) | 24,7 | 26,4 | 29,0 | 30,7 | 31,5 | 29,6  | 27,0  | 26,8  | 26,4  | 26,5 | 26,2 | 25,4 | ⌀ | 27,5  |
| Mittl. Tagesmin. (°C) | 5,5  | 6,3  | 8,3  | 10,5 | 12,1 | 12,8  | 12,4  | 12,7  | 12,3  | 10,4 | 8,0  | 6,3  | ⌀ | 9,8   |
|                       |      |      |      |      |      |       |       |       |       |      |      |      |   |       |
| Niederschlag (mm)     | 16,2 | 6,1  | 9,1  | 11,2 | 42,9 | 138,3 | 184,4 | 162,4 | 132,2 | 53,6 | 11,0 | 5,6  | Σ | 773   |
|                       |      |      |      |      |      |       |       |       |       |      |      |      |   |       |
| Regentage (d)         | 2,4  | 1,7  | 1,9  | 3,1  | 7,5  | 17,1  | 22,4  | 21,0  | 17,0  | 8,4  | 3,0  | 1,9  | Σ | 107,4 |

| 5,5 |

| 6,3 |

| 8,3 |

| 10,5 |

| 12,1 |

| 12,8 |

| 12,4 |

| 12,7 |

| 12,3 |

| 10,4 |

| 8,0 |

| 6,3 |

| 5,5 |

| 6,3 |

| 8,3 |

| 10,5 |

| 12,1 |

| 12,8 |

| 12,4 |

| 12,7 |

| 12,3 |

| 10,4 |

| 8,0 |

| 6,3 |

## Geschichte
Die Stadt wurde am 18. Mai 1541 von Juan de Alvarado, Juan de Villaseñor und Luis de León Romano unter dem Mandat des ersten Vizekönigs von Neuspanien Antonio de Mendoza gegründet und Ciudad de Mechuacán genannt. 1545 erfolgte die Umbenennung zu Valladolid. 1828 wurde die Stadt erneut, diesmal zu Ehren des Helden des mexikanischen Unabhängigkeitskrieges von Spanien, José María Morelos, in Morelia umbenannt.

## Infrastruktur
Zur Stadt gehört ein internationaler Flughafen (IATA-Code: MLM). In der Stadt befindet sich die 1551 gegründete Universidad Michoacana de San Nicolás de Hidalgo sowie weitere Universitäten und Forschungseinrichtungen: Instituto Tecnológico de Morelia, Universidad Nacional Autónoma de México, Universidad Tecnológica de Morelia, Instituto Tecnológico del Valle de Morelia.

## Sehenswürdigkeiten
- Altstadt: seit 1991 UNESCO-Weltkulturerbe
- Kathedrale Las Monjas: barocke Kathedrale

## Erzbistum Morelia
- Erzbistum Morelia: römisch-katholische Erzdiözese mit Sitz in Morelia

## Persönlichkeiten

### Söhne und Töchter
- José María Morelos (1765–1815), Unabhängigkeitskämpfer
- Josefa Ortiz de Domínguez (1773–1829), besser bekannt unter ihrem Spitznamen „La Corregidora“, mexikanische Nationalheldin
- Agustín de Iturbide (1783–1824), Feldherr und Politiker, 1822/23 Kaiser von Mexiko
- José Mariono Elízaga (1786–1842), Komponist
- Miguel Lerdo de Tejada (1869–1941), Komponist
- Sabás Magaña García (1921–1990), Bischof von Matamoros
- Manuel Pérez-Gil y González (1921–1996), Bischof von Tlalnepantla
- Manuel González Galván (1933–2004), Architekt und Künstler
- Luis Zárate (1940–2020), Radrennfahrer
- José Antonio Fernández Hurtado (* 1952), katholischer Geistlicher, Erzbischof von Tlalnepantla
- Felipe Calderón (* 1962), mexikanischer Präsident
- Eugenio Constantino (* 1963), Fußballspieler
- Omar Trujillo (1977–2022), Fußballspieler
- Elías Hernández (* 1988), Fußballspieler